# Podziały precedensów
Podziały precedensów – precedensy dzieli się na:
1. de iure i de facto – czyli na prawnie wiążące i niewiążące. 
2. prawotwórcze i nieprawotwórcze – pierwsze cechuje niski, a drugie wysoki stopień nowości normatywnej. Sytuacja aby jakiś precedens nie był potencjalnie w ogóle prawotwórczy jest bardzo mało prawdopodobna, stąd te nazwy mogą być dla niektórych mylące.
3. interpretacyjne i rozstrzygnięcia – pierwsze mieszczą się w granicach ius interpretandi, drugie wykraczają poza te granice.
4. secundum legem, contra legem i praeter legem (łac. według prawa, wbrew prawu i obok prawa) – zgodne z prawem, niezgodne z prawem i prawnie indyferentne.     
Przedstawione powyżej rodzaje precedensów, mimo iż same budzą szereg wątpliwości, są z zasady typowe zarówno dla porządku prawnego common jak i prawa kontynentalnego. Różnice są tu co najwyżej ilościowe.